# Віллем ван де Вельде Молодший
Віллем ван де Вельде (Велде) Молодший (нід. Willem van de Velde de Jonge, 1633 — 6 квітня 1707) — нідерландський художник, мариніст.

## Життєпис
Походив з мистецької родини Вельде. Старший син художника Віллема ван де Вельде старшого. Народився у м. Лейден 1633 року (був хрещений 18 грудня). У 1635 році разом з батьками перебирається до Амстердама. Спочатку навчався у свого батька, згодом, виявивши хист до зображення морських пейзажів, став з 1650 року навчатися у відомого на той час мариніста Сімона де Флігера в м.Весп (неподалік Амстердама). Навчання тривало до 1652 року, після чого повернувся до Амстердама працювати в майстерні батька.
У 1672 році на початку третьої англо-голландської війни, у зв'язку з економічним крахом від французького вторгнення, він разом із батьком переїхав до Лондона. У 1674 році призначається придворним художником короля Карла II з платнею у 100 фунтів стерлінгів.
З цього моменту він спочатку мешкав у королівському будинку в Гринвічі, а 1691 року перебирається до Вестмінстера. Його покровителем стає герцог Йоркський, майбутній король Яков II. Завдяки своїй популярності зумів накопичити величезний статок. Помер майстер 6 квітня 1707 року у Лондоні.

## Творчість
Творчість відрізняється яскравими та звучними кольорами морських пейзажів з відтінком урочистої героїки. Здебільшого зображував спокійне або дещо зхвильоване море з великими силуетами кораблів, високе небо та хмари, що клубачаться. Часто виконував замовлення на зображення суден або яхт 9 адміралтейства Голландії й Зеландії, королівського флоту Англії.
В Англії Віллема ван де Вельде молодшого вважали одним з найвидатніших морських живописців свого часу. Його пізні роботи задавали тон англійському військово-морському живопису у XVIII ст.
Найвідомішими роботами є «Залп салюту», «Англійські судна, захоплені в полон під час чотириденного морської битви в 1666 році», «Гарматний залп», 1680, Державний музей, Амстердам.

## Родина
У Веспі художник одружився з розлученою Пітернелле Ле Мер, але наступного року розлучився, звинувативши дружину у невірності. У 1656 році одружився з Магдалент'є Волравенс, цього разу в Лейдені. Мав доньок Марію, Джудіт, Сару та сина Віллема.